# Smiths (Alabama)
Smiths is een plaats (census-designated place) in de Amerikaanse staat Alabama, en valt bestuurlijk gezien onder Lee County.

## Demografie
Bij de volkstelling in 2000 werd het aantal inwoners vastgesteld op 21.756.

## Geografie
Volgens het United States Census Bureau beslaat de plaats een oppervlakte van
186,2 km², waarvan 184,3 km² land en 1,9 km² water.

## Plaatsen in de nabije omgeving
De onderstaande figuur toont nabijgelegen plaatsen in een straal van 32 km rond Smiths.